# Grzybowszczyzna
Grzybowszczyzna – wieś w Polsce położona w województwie podlaskim, w powiecie sokólskim, w gminie Szudziałowo. Leży przy granicy z Białorusią.
W latach 1975–1998 miejscowość administracyjnie należała do województwa białostockiego.
Wieś w 2011 roku zamieszkiwało 31 osób.
Wierni kościoła rzymskokatolickiego należą do parafii św. Anny w Krynkach.